# Tigerzahn-Dolch
Der Tigerzahn-Dolch  oder Tiger Tooth ist ein Dolch aus Indien.

## Beschreibung
Der Tigerzahn-Dolch hat eine breite, zweischneidige, starke Klinge. Die Klinge wird vom Heft zum Ort schmaler. Etwa ab der Hälfte ist die Klinge gebogen und läuft zum Ort spitz zu. Der Ort ist verstärkt, um Kettenrüstungen zu durchstoßen. Die Klingen haben entweder einen starken Mittelgrat oder zwei breite Hohlschliffe. Das Heft hat kein Parier und ist in einer für diese Dolche typischen Form gearbeitet (siehe Bilder Weblinks). Sie sind mit Griffschalen aus Horn oder Elfenbein belegt. Die Klingen sind oft mit Gravuren in floralem Muster verziert. Der Tigerzahn-Dolch ist eine indische Version des Jambia und wird von Kriegerkasten in Indien benutzt.